# پژو ۲۰۸ تی ۱۶
پژو ۲۰۸ تی ۱۶ (به انگلیسی: Peugeot 208 T16) یک خودرو از پژو است که توسط پژو اسپرت برای مسابقات رالی توسعه یافته است. این خودرو بر اساس پژو ۲۰۸ ساخته شده و جانشین خودروی موفق پژو 207 S2000می‌باشد. این خودرو با پیروزی‌هایی که به بار آورد باعث شد پژو پس از دو دهه غیبت دوباره در رالی داکار شرکت کند.

## برخی از حضور ها
| شماره | رالی                    | سال  | راننده   | نقشه خوان    |
| ----- | ----------------------- | ---- | -------- | ------------ |
| ۱     | رالی آکروپولیس          | 2014 | کریگ برن | اسکات مارتین |
| ۲     | رالی لیه پاجا–ونستپولیس | 2015 | کریگ برن | اسکات مارتین |
| ۳     | /کریکت تا ایرلند        | 2015 | کریگ برن | اسکات مارتین |
| ۴     | ساتا رالی اکورس         | 2015 | کریگ برن | اسکات مارتین |